# 주총
주총(朱寵, ? ~ ?)은 후한 중기의 관료로, 자는 중위(中威)이며 경조윤 사람이다.

## 행적
사람됨이 성실하고 학문을 좋아하여, 환영의 밑에서 《상서》를 익혔다.
영건 원년(126년), 대홍려에서 태위로 승진하였다. 집안이 가난하여 밤으로 끼니를 때우고 베를 자리 삼아 누웠는데, 조정에서 비단과 고기를 하사하였으나 모두 사양하였다.
이듬해 7월 갑술일, 일식이 일어났다. 주총은 8일 후 사도 주장과 함께 파면되었다.

## 출전
- 사승, 《후한서》[이방, 《태평어람》 권431 검약(儉約)에 인용]
- 범엽, 《후한서》
  - 권6 효순효충효질제기
  - 권37 환영정홍열전

| 전임 염현 | 후한의 대홍려 ? ~ 126년 | 후임 방참 |

| 전임 유희 | 후한의 태위 126년 2월 병술일 ~ 127년 7월 임오일 | 후임 유광 |